# Departamento Santa Rosa (Mendoza)
Santa Rosa es un departamento ubicado en la zona este de la provincia de Mendoza, Argentina. Su cabecera es Santa Rosa, antiguamente también llamada Villa de Santa Rosa.
Posee seis distritos: El marcado, Doce de Octubre, La Dormida, Las Catitas, Ñacuñán y Villa Cabecera, Santa Rosa. Tiene 8510 km², que comprende el 5.7 % del total de la superficie de la provincia.

## Historia
En 1562 el capitán Antonio Chacón se apropió de las tierras indígenas de Machastán y Tumbra. Estos terrenos a orillas del río Tunuyán y de gran extensión, pertenecían a la nación del cacique Aserrín y a su hijo Aycanta. En adelante las tierras fueron conocidas como Rodeo de Chacón.
El 22 de enero de 1831, los federales al mando de Facundo Quiroga vencieron a los unitarios porteños en la batalla de Rodeo de Chacón, en las lomas a orillas del río Tunuyán.
En 1874 se libraron dos batallas históricas entre el mitrismo sublevado al mando de Arredondo y las fuerzas de Julio Argentino Roca, cuya victoria final permitió su presidencia. 
Tras la donación de los terrenos por parte de Angelino Arenas, el 25 de febrero de 1885 el gobernador Rufino Ortega promulgó la ley de creación del departamento Santa Rosa con parte del de Junín, sancionada el 18 de abril de 1884.

Eríjase en el departamento Santa Rosa al norte de la estación del Ferrocarril Andino, en el terreno cedido al efecto por don Angelino Arenas, una villa que se denominará Santa Rosa.

En 1889 el nuevo departamento recibió el nombre de Chacabuco, pero el gobernador Pedro Ignacio Anzorena le restituyó el nombre de Santa Rosa.
Villa Cabecera: Existía ya como población en 1884, cuando se produjo la creación del departamento. Oficialmente fue planificada y diseñada urbanísticamente en 1885, pasando entonces a constituirse en asiento a las autoridades. Está ubicada sobre la actual ruta provincial n.º 50 a 80 km al este de la capital provincial y a 40 km de la ciudad de San Martín. Posee acceso directo por calle Suárez, a la ruta nacional N.º 7 que la conecta con Buenos Aires y varias provincias argentinas.
Las Catitas: Su nacimiento estuvo ligado a la instalación a la posta del mismo nombre por la Renta Real de Correos de Buenos Aires.
Posteriormente, con la llegada del ferrocarril y la creación de la estación Las Catitas, el crecimiento poblacional se fue concentrando alrededor de esta. El sector donde había funcionado la posta pasó a ser conocido como Catitas Viejas. El pueblo actual de Las Catitas se sitúa sobre la ruta provincial n.º 50 a 10 km al este de la Villa de Santa Rosa. Cuenta con accesos rápidos y directos a la carretera nacional n.º 7.
La Dormida: Su origen también se remonta a principios del siglo XIX, cuando contaba con la posta conocida como La Dormida del Negro. El posterior servicio ferroviario de la línea general de Buenos Aires a Mendoza fue esencial para su desarrollo a través de la cercana Estación Civit. La población está situada sobre la ruta provincial n.º 50, a 25 km al este de la villa de Santa Rosa, con acceso a la ruta nacional n.º 7.
Ñacuñan: Su población principal es muy pequeña, alcanzando alrededor de cien habitantes y esta asentada junto a la carretera provincial n.º 153 conocida también como la Ruta Ganadera.
Esta vía es la más directa entre Las Catitas y Monte Comán, en el departamento San Rafael, por lo que es muy transitada por vehículos de carga que realizan el tráfico al sur de la Provincia. Desde hace muy poco Ñacuñan cuenta con luz eléctrica monofilas; existiendo allí un centro de salud, una escuela albergue, destacamento policial y la Capilla de la virgen de Itatí.
Doce de Octubre: La población principal se halla a 12 km al oeste de la cabecera departamental y a 67 km al este de la capital provincial. El distrito fue declarado como tal el 10 de marzo de 1998; limita al oeste con San Martín y al sur con Junín por medio del río Tunuyán.

## Población
Según el censo del INDEC en 2010 la población arrojó un resultado de 16 374 habitantes.
Para el censo 2022 el departamento registró 19 382 habitantes; lo que representó un aumento en la cantidad de personas del 18,4% mayor que el crecimiento poblacional provinciala situado en 17,5%. Estos datos le valieron al departamento tener la segunda menor población y la tercera menor densidad poblacional de la provincia.

## Geografía
El departamento Santa Rosa es uno de los 18 departamentos que conforman la provincia de Mendoza. Se encuentra en la porción noreste de la provincia, a 80 kilómetros de la ciudad de Mendoza. Limita al norte con los departamentos de Lavalle y de San Martín, al sur con el de San Rafael, al este con el de La Paz, y al oeste con los de Junín, Rivadavia, y San Carlos. Cuenta con una población de 16 099 habitantes según los datos arrojados por el censo de 2010, lo que implica una densidad de población de 1.9 hab/km²

### Geomorfología, Biomas e Hidrografía
Desde el punto de vista geomorfológico se encuentra en la denominada «llanura de la travesía» (depresión profunda ubicada entre la cordillera frontal y la sierra de San Luis) al oeste es una llanura de acumulación, es el sitio donde se encuentran los principales oasis de riego de la provincia, en general, se caracteriza por sus extensos médanos y suelos salinos a esto se le suma una porción del territorio que pertenece al bloque elevado de San Rafael, constituido por rocas de diferentes periodos y plegamientos que se distinguen en forma de islas con bordes nítidos.
En lo que respecta a biomas su superficie completa pertenece al bioma chaqueño o monte que llega hasta las márgenes del río Colorado, donde predominan los suelos limosos y litosoles, la flora es arbustiva por lo podemos encontrar especies como jarilla, zampa, algarrobo y aguaribay, en cuanto a la fauna predominan las aves rapaces como el carancho y carroñeras como el jote animales cavadores como el pichi, el tunduque, la vizcacha, liebre patagónica o mara.
La morfología está caracterizada por los cauces de los ríos secos y la presencia de médanos, especialmente en la franja oriental del departamento. El único cauce de agua con carácter semi-permanente es el Río Tunuyán que atraviesa de noreste a sudeste y que solo ocasionalmente lleva caudales apreciables ya que la mayor parte del agua queda contenida en el embalse El Carrizal, su cauce continua hacia La Paz, desembocando en el río Desaguadero. En las arenas de la llanura se escurren numerosos cauces de cañadas y ríos secos que se forman solo bajo la influencia de las lluvias de verano, su importancia está dada porque abastecen las aguadas donde bebe el ganado. Alguno de estos cauces son los denominados Vaca Muerta, Agua Negra, Punta del Agua, El Zanjón. La carencia hídrica por falta de fuentes de agua superficial se subsana mediante perforaciones o pozos que permiten extraer agua subterránea para el riego agrícola, consumo humano y animal.
Los canales que llevan el agua hasta las zonas agrícolas son: canal Santa Rosa, Canal Dormida, Catitas Sur, Catitas Norte, California y Parrales Mendocinos.

### Clima, Flora y Fauna
Su clima es semiárido en la mayor parte del territorio. El Río Tunuyán, es el principal del departamento que lo atraviesa de noreste a sudoeste, con ocasionales caudales apreciables en verano, bajo la influencia de lluvias.
El Departamento está comprendido en la denominada Gran Llanura de la Travesía, una amplia cuenca de sedimentación terciaria y cuaternaria de sedimentos fluviales. La llanura se presenta en una superficie plana, con leve inclinación hacia el este, y también hay numerosos médanos, en especial en la franja oriental del departamento.
La flora de Santa Rosa pertenece a la unidad fitogeográfica del Monte. Entre las especies más representativas del departamento, pueden mencionarse el algarrobo dulce, arbustos como la jarilla y la zampa y hierbas de los géneros Asistida, Setaria, Digitaria y otras.
En el departamento de Santa Rosa viven especies animales típicamente subandinas: mamíferos, tales como el ratón, el cuis, la comadreja, el pichi, el quirquincho y el zorro gris; aves como la perdiz, el pato, el jote, el carancho, la paloma y otras; además de diversos ofidios y demás reptiles

### Rutas y caminos
Santa Rosa se encuentra conectada por el corredor bioceánico o Ruta Nacional N.º 7 que recorre de este a oeste el territorio nacional atravesando el departamento en el mismo sentido. Otras vías de acceso son la Ruta Provincial N° 50 que conecta la ciudad de Mendoza con el departamento de La Paz y atraviesa el Santa Rosa de oeste a este. Podemos destacar además la Ruta Provincial N° 153 importante camino ganadero que va desde Arroyito (departamento de Lavalle hasta Montecomán (en el departamento San Rafael), conectando Santa Rosa de norte a sur, lo mismo ocurre con la ruta provincial n.º 71 que recorre el departamento de norte a sur.

### División política interna

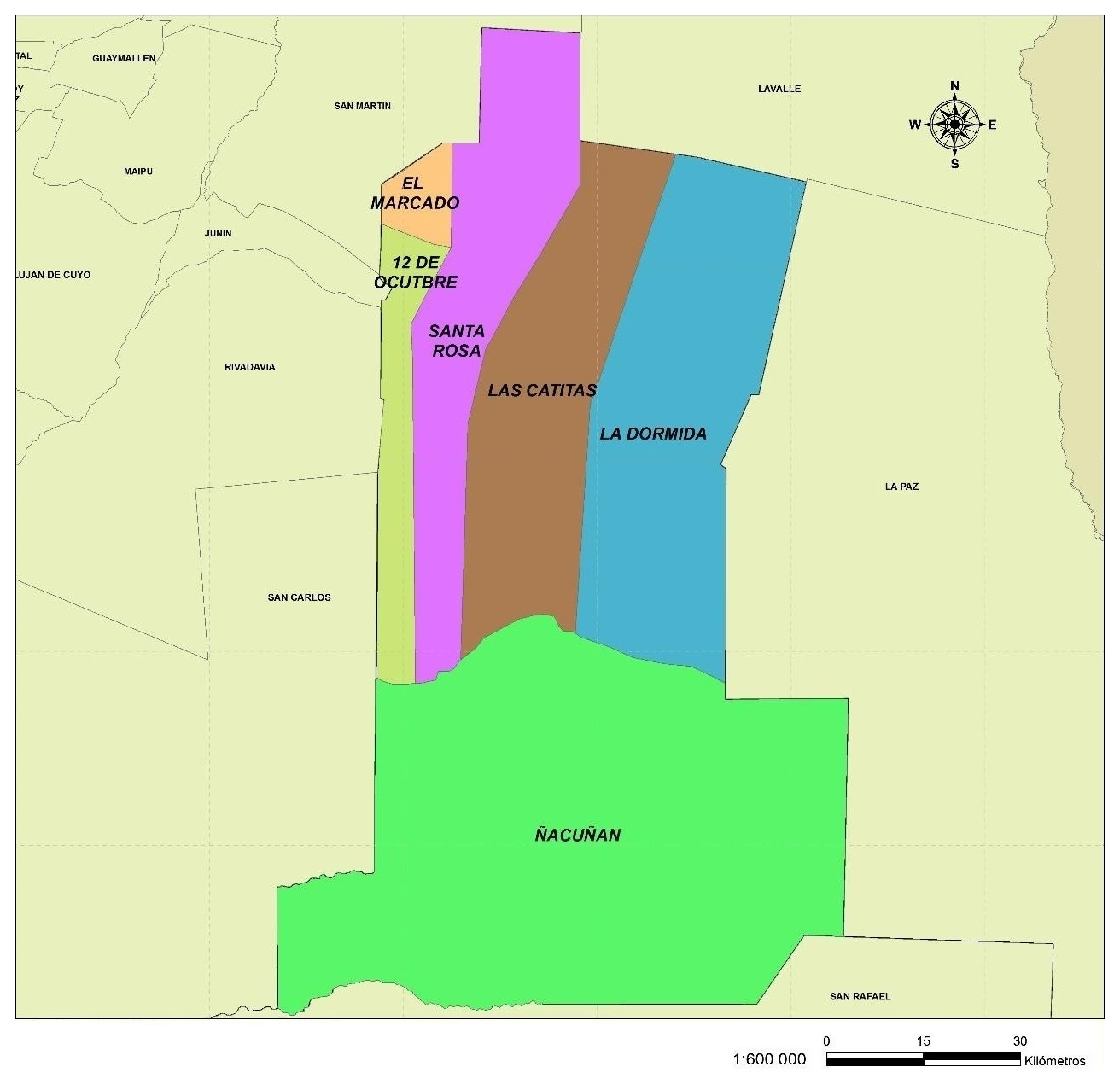

En cuanto a su división política interna se divide en seis distritos: 
1. Doce de Octubre
2. Villa Cabecera
3. Las Catitas
4. La Dormida
5. Ñacuñán
6. El Marcado

### Sismicidad
La sismicidad del área de Cuyo (centro oeste de Argentina) es frecuente y de intensidad baja, y un silencio sísmico de terremotos medios a graves cada 20 años.
Sismo de 1861aunque dicha actividad geológica catastrófica ocurre desde épocas prehistóricas, el terremoto del 20 de marzo de 1861 (hace 164 años) señaló un hito importante dentro de la historia de eventos sísmicos argentinos, ya que fue el más fuerte registrado y documentado en el país. A partir del mismo la política de los sucesivos gobiernos mendocinos y municipales han ido extremando cuidados y restringiendo los códigos de construcción.

## Economía
La mayor parte de la producción en la que se sustenta la economía de Santa Rosa es la agrícola ganadera, que continúan en expansión, a esto se le suma el desarrollo de la actividad comercial con la instalación del Megapolo La Salada de Cuyo.
- Frutales: Respecto de la fruta de carozo Santa Rosa es considerada una zona de excelencia organoléptica, destacándose la producción de damascos, duraznos, ciruelas, frutillas, etc.). Debido a esto se encuentran un gran número de establecimiento dedicados al secado de frutas y la venta dicta al público.
- Ganado: se destaca la excelencia en la cría de ganado vacuno, algunos establecimientos de cría de porcinos y caprinos. Con la creación del Predio de Feria Ganadera se ha desarrollado con gran éxito remates, canjes de ganado en distintas fechas a lo largo del año, desarrollándose la Expo Feria Agroganadera entre los meses de junio y julio.
- Viticultura: ha tenido un impulso destacado ya que a los emprendimientos existentes se le sumaron otros de gran importancia puesto que cuentan con modernas maquinarias y equipamiento, además de tener una apertura hacia el turismo, mostrando el proceso productivo, las innovaciones tecnológicas y la forma de producción tradicional.
- Comercio: Con la instalación de un destacado comercio textil, se busca incursionar en el desarrollo de esta nueva faceta concentrando en el departamento las ventas del oeste de la región, el oeste del país inclusive Chile.
- Industrial: es un sector con incipiente desarrollo aunque cuenta con algunas importantes industrias de trayectoria en el departamento.
- Apicultura: es una actividad de relevancia en el departamento debido a la alta calidad de la miel que se produce la cual junto a la de Lavalle son poseedora de muy buena calidad debido a la flora autóctona y el ambiente natural en el que se produce.

## Turismo

### Reserva de la Biosfera de Ñacuñán
Es la única área natural protegida de la zona este y la primera de la provincia de Mendoza. Es una extensa llanura de escasa pendiente, con escurrimientos y cadenas de médanos. Creada como Reserva Forestal, protege entre 12 400 y 12 800 ha de bosque nativo de algarrobo, talado indiscriminadamente hasta 1937, como también la conservación del suelo y las especies autóctonas vegetales como algarrobos, chañares, jarillales y zampa; y las especies animales como vizcachas, liebres y chanchos jabalíes. Fue declarada reserva en el año 1961 quedando incorporada a la Red Mundial de Reservas de la biosfera en el año 1986 programa MAB-Man of bisfery- de UNESCO. 
Su nombre proviene del idioma pehuenche: neiku-nián (que significa ‘águila blanca’), que es el nombre del cacique aliado a San Martín para el cruce de los Andes. Actualmente se encuentra administrada por el IADIZA (Instituto Argentino de Investigación de Zonas Áridas) y la Dirección de Recursos Naturales de la provincia.
Cuenta con seccional de guardaparques, centro de investigación perteneciente al Conicet, senderos, zona de acampe, fogón y próximamente sanitarios.
Es el escenario ideal para la realización de turismo ecológico con avistaje de flora y fauna nativa, safari fotográficos, senderismo y actividades recreativas.
Se encuentra ubicada en el kilómetro 87 de la ruta provincial n.º 153, accediéndose desde el distrito de Las Catitas hacia el sur del departamento.

### Parroquia Santa Rosa de Lima
Con un importante patrimonio arqueológico, guarda el pasado histórico-religioso del departamento de Santa Rosa. El día de la patrona departamental, Santa Rosa de Lima, se festeja los días 30 de agosto.

### Museo Histórico-Arqueológico-Natural “Bernardo Razquin”
Tiene tres áreas bien definidas:
- Área histórica: elementos de índole eclesiástico, militar y civil.
- Área arqueológica: piezas correspondientes al período paleolítico y neolítico de culturas desarrolladas en el ámbito geográfico local y regional. Material lítico, microlítico y cerámico.
- Área natural: restos óseos y petrificaciones de animales, con diversos tipos de minerales. La colección arqueológica del museo reúne piezas paleolíticas y neolíticas, tanto regionales como locales: un entierro y cerámica huarpe, puntas de flechas de la cultura guanacache y una colección de piedras de Ischigualasto. La institución también alberga artefactos y obras de arte históricas, de índole eclesiástica, civil y militar, como casullas religiosas y candelabros. También son destacables los ejemplares paleontológicos, geológicos y zoológicos, entre los cuales se encuentra una mandíbula de tiburón. Ubicación: Ruta Provincial n.º 50 y ruta internacional n.º 7, km. 949.

### Tambo
El visitante podrá vivir una experiencia diferente y enriquecedora, como así también comprar algún producto. En este tambo se elaboran diferentes productos lácteos, como yogur, quesos, dulce de leche. Los mismos se realizan a la vista de quienes desean conocer los procesos que les deben hacer, antes de la venta y posterior consumo.

### Turismo aventura
El clima benigno de Santa Rosa y sus agrestes paisajes son ideales para los amantes del aire libre, la observación de la naturaleza y el turismo aventura.

### Monumento Batalla de las Trincheras

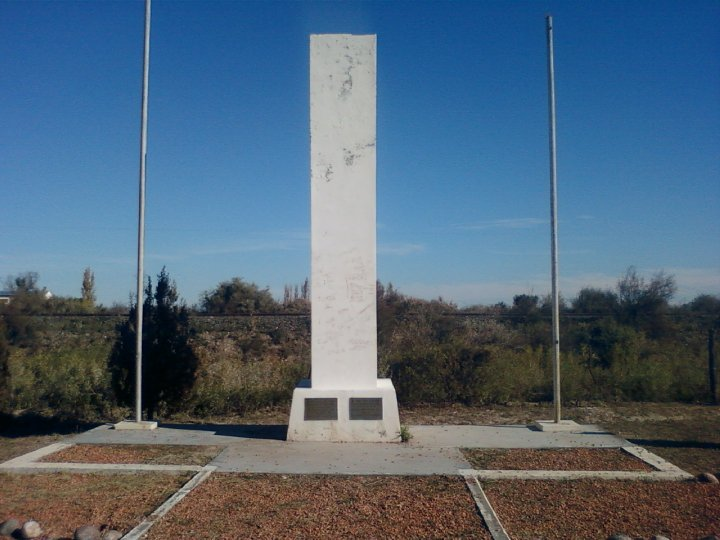
Monumento Batalla de las Trincheras.

Fue construido en honor a los caídos en las dos batallas de Santa Rosa; estas fueron dos batallas fratricidas, ocurridas en el departamento de Santa Rosa, el 29 de octubre y el 7 de diciembre de 1874, entre las fuerzas del gobierno central y las revolucionarias. La revolución de 1874 estalló debido al triunfo electoral de Nicolás Avellaneda sobre Bartolomé Mitre. Este, con la excusa de que el triunfo de Avellaneda se debía al fraude ―el cual efectivamente había existido, pero en ambos bandos― inició un alzamiento militar. Dos grupos militares se unieron a la revolución, uno en el interior de la provincia de Buenos Aires, y el otro, al mando del uruguayo José Miguel Arredondo, quien luego de tomar la provincia de Córdoba, se dirigió a San Luis y a Mendoza, donde lo esperaba el coronel Amaro Catalán al frente de las milicias provinciales. El 29 de octubre de 1874, las fuerzas de Arredondo derrotaron a los milicianos mendocinos, y la muerte de Catalán decidió la batalla. Arredondo ocupó la ciudad de Mendoza y derrocó a los gobernadores de Mendoza y también de San Juan. Poco después llegó la noticia de la derrota de Mitre en la batalla de La Verde (26 de noviembre de 1874). Poco después llegó Roca a Mendoza, y Arredondo lo esperó en el mismo lugar de Santa Rosa. El 7 de diciembre de 1874, un baqueano del lugar dirigió a las fuerzas de Roca por la retaguardia, por lo que Arredondo fue sorprendido y obligado a rendirse. La totalidad de los revolucionarios rendidos fueron asesinados o tomados prisioneros. Con esto la revolución fue vencida, y de este modo el gobierno de Avellaneda, salvado. Roca fue ascendido al cargo de general, pero al saber que Arredondo iba a ser fusilado, lo dejó escapar a Chile. La batalla de Santa Rosa significó el final de la revolución de 1874, y de las campañas militares de las guerras civiles con batallas a campo abierto. El monumento se encuentra ubicado en ruta provincial n.º 50 y calle Las Trincheras, fue inaugurado al cumplirse el centenario de la primera y segunda batalla de Santa Rosa, a 3 km al oeste de la Villa Cabecera.

### Polideportivo Municipal “Dr. Juan Francisco Cueto”
Amplio predio ubicado en la Villa Cabecera posee una amplia extensión y en ella instalaciones para actividades deportivas, religiosas, culturales, recreativas, de esparcimiento, un gran salón techado con piso flotante, pileta de natación. Se encuentra ubicado en calle 7 de diciembre 750, de Villa Cabecera de Santa Rosa.
El Dr. Cueto desarrolló su amplia trayectoria en Santa Rosa.

### Festival de la Cueca y el Damasco
Se realiza en el mes de enero, en el distrito de La Dormida. Se desarrollan actividades culturales y artísticas, con una importante cantidad de espectadores. Los Dormidanos, son personas extremadamente amables que con ansias preparan esta hermosa fiesta.

### Museo de Arte Matt Lamb
Fue inaugurado en 2006 en la bodega perteneciente a Jesús Carlos Fantelli e hijos. Este espacio cuenta con una importante colección de este afamado artista suizo de jerarquía internacional. La apertura estuvo enmarcada dentro de la muestra que se denominó “Paraguas por la Paz” en la cual alumnos de las escuelas del departamento plasmaron en paraguas visiones y deseos de paz para el mundo. Se encuentra ubicado en carril Retamo y la ruta provincial n.º 50, entre La Costa (Santa Rosa) y Santa Rosa.

### Fiesta Departamental de la Vendimia
Se realiza en Villa Cabecera la primera quincena de enero. Fiesta de elección de la reina departamental de la vendimia, que representará a Santa Rosa en la fiesta Nacional. Se ofrece un espectáculo artístico, folclórico y de tradiciones que relatan la historia del departamento y su gente.

###### Primer Remate de la Feria Ganadera
Ruta 7 (km. 962) y calle Escudero. Se realiza en la primera quincena de junio. En esta primera etapa, se ofrece una fiesta de campo tradicional, donde se efectúan muestras de ganado de la zona.

###### Fiestas Patronales de Santa Rosa de Lima
Se realizan en Villa Cabecera, el 30 de agosto. En conmemoración al día de la patrona del departamento, se efectúa la tradicional misa, peregrinación por las calles de Santa Rosa, el desfile cívico-militar, actos culturales y religiosos durante toda la jornada.

###### Fiestas en honor a la Virgen de Itatí
Se realizan en Ñacuñán, la primera quincena de septiembre. Se realiza la tradicional peregrinación, actos culturales y folclóricos.

###### Segundo Remate de la Feria Ganadera
Ruta 7 (km. 962) y calle Escudero. Primera quincena de octubre. Se ofrece gran oferta de ganado de la zona y provincias aledañas.

###### Festival del Algarrobo
Paraje La Josefa, en la segunda quincena de octubre.

###### Maratón Anual de Integración “Santa Rosa de Lima”
En la segunda quincena de octubre.